# Rosalinde Kikstra
Rosalinde Kikstra (17 september 1987) is een Nederlands model dat de eerste serie van Benelux' Next Top Model heeft gewonnen in het najaar van 2009.

## Biografie
Kikstra deed in het najaar van 2009 mee aan het RTL 5-programma Benelux' Next Top Model. Hierbij haalde zij de finale en won uiteindelijk van Denise Menes en Maxime van Steenvoort. Kikstra won een contract bij het modellenbureau MTA Models, een printcampagne van Max Factor en een fotoreportage van acht pagina´s in het glamourblad Beau Monde. Op 21 mei 2010 ontving zij uit handen van couturier Sepehr Maghsoudi de Muze Award tijdens de Dutch Model Awards in Amsterdam.